# Василь Томиленко
Василь Томиленко (рік нар. ? — помер 1638) — один з старших реєстровців, гетьман України в 1636—1637 роках.

## Життєпис
Місце і рік народження невідомі
Учасник війни 1632—1634 років між Річчю Посполитою і Московією на посаді осавула.
Був старшим реєстрових козаків.
Гетьманом став після страти Івана Сулими.
У кінці 1636 р. був вибраний керівником реєстрових козаків. Під час повстання Павлюка у 1637 році перейшов на сторону повстанців. Під час оборони Боровиці був виданий ляхам. Після катувань за рішенням польського сейму його стратили в 1638 році у Варшаві разом з іншими учасниками повстання.

Початок тому дав Томиленко; бувши у нас старшим, він допустив тої своєволї на Запорожу; за його справою і той давнїй зрадник Павлюк, потайки вийшовши з Запорожа, вихопив нам армату з Черкас, а за тим що тільки було гультяйства — випищиків, могильників, будників, овчарів — найбільше з маєтностей кн. Вишневецького з Заднїпровя, — все туди пішло, так що їх там до кільканадцяти тисяч зібрало ся. А ми хоч як хотїли туди за ними гонити, — не могли через Томиленка, бо нїяк не хотїв. Дуже тим розжалені і затрівожені, збігши ся на раду на Расаві, ми зганили се Томиленкови і скинувши його з старшинства, настановили старшим славної памяти небіжчика Саву Кононовича.

Після нього гетьманом став Сава Кононович.